# Handwerkskammer Wiesbaden
Die Handwerkskammer Wiesbaden ist eine von 53 Handwerkskammern in der Bundesrepublik Deutschland und eine von drei Handwerkskammern in Hessen. Der  Sitz der Handwerkskammer ist die Landeshauptstadt Wiesbaden. Eine eigene Geschäftsstelle in Wetzlar betreut die Region Mittelhessen.

## Struktur

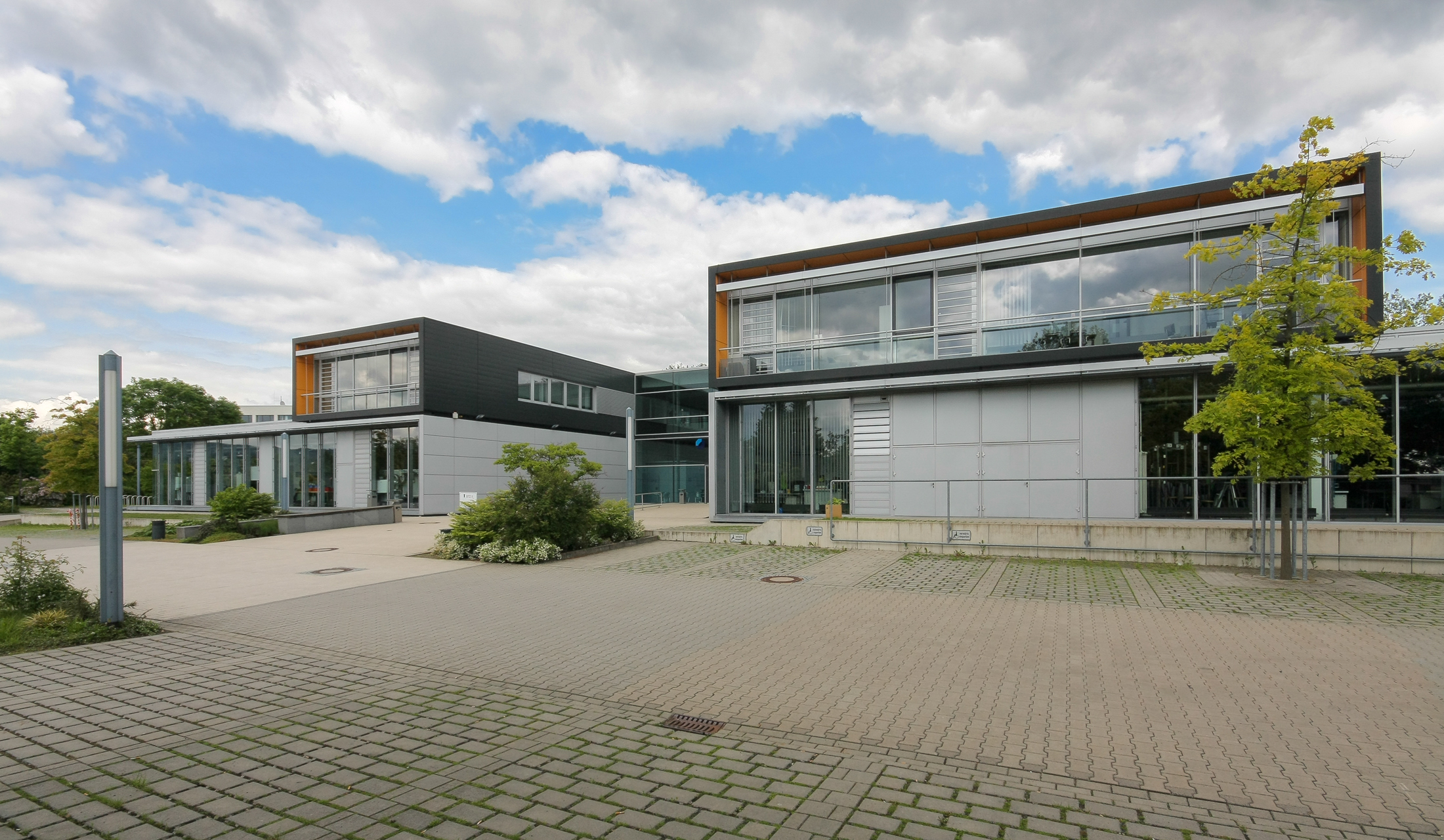
Das Berufsbildungs- und Technologiezentrum (BTZ II) im „Robert-Werner-Haus“, Wiesbaden

Mit ihren mehr als 26.000 Mitgliedsbetrieben, in denen etwa 124.000 Menschen, davon rund 9.000 Lehrlinge, arbeiten, betreut die Handwerkskammer Wiesbaden etwa ein Drittel der hessischen Handwerksbetriebe.
Als Selbstverwaltungseinrichtung der mittelständischen Wirtschaft vertritt die Kammer die Interessen des gesamten Handwerks in Ober-, West- und Mittelhessen. Der Kammerbezirk erstreckt sich auf die Städte Limburg, Gießen, Hanau, Wetzlar und Wiesbaden sowie die Landkreise Rheingau-Taunus-Kreis, Limburg-Weilburg, Lahn-Dill-Kreis, Landkreis Gießen, Vogelsbergkreis, Wetteraukreis und Main-Kinzig-Kreis.
Die Handwerkskammer Wiesbaden betreibt die Berufsbildungs- und Technologiezentren (BTZ) Lahn-Dill „Arnold-Spruck-Haus“ in Wetzlar sowie Wiesbaden I „Karl-Schöppler-Haus“ und Wiesbaden II "Robert-Werner-Haus" in Wiesbaden. An beiden Standorten sind für die Lehrlinge Internate angesiedelt, damit die Betriebe ihre Lehrlinge ohne Zusatzkosten auch aus den entfernt liegenden Regionen an der überbetrieblichen Lehrlingsunterweisung teilnehmen lassen können.
In den BTZ finden neben der überbetrieblichen Lehrlingsunterweisung insbesondere Maßnahmen zur Vorbereitung auf die Meisterprüfung sowie Fort- und Weiterbildungen statt.
Zur Stärkung des Meisterimages hat die Handwerkskammer Wiesbaden für Handwerksmeister und meistergeführte Mitgliedsbetriebe als persönliches Marketinginstrument den Kurztitel „me.“ für „Meister im Handwerk“ und als betriebliches Marketinginstrument die Wort/Bildmarke „Meisterbetrieb - Handwerkskammer Wiesbaden“ unter Schutz stellen lassen. Die Handwerkskammer Wiesbaden beschäftigt an den Standorten Wetzlar und Wiesbaden 130 hauptamtliche Mitarbeiter. Sie ist Mitglied in der Arbeitsgemeinschaft der Hessischen Handwerkskammern (ARGE), im Hessischen Handwerkstag (HHT), im Deutschen Handwerkskammertag (DHKT) und im Zentralverband des Deutschen Handwerks (ZDH).

## Organisation

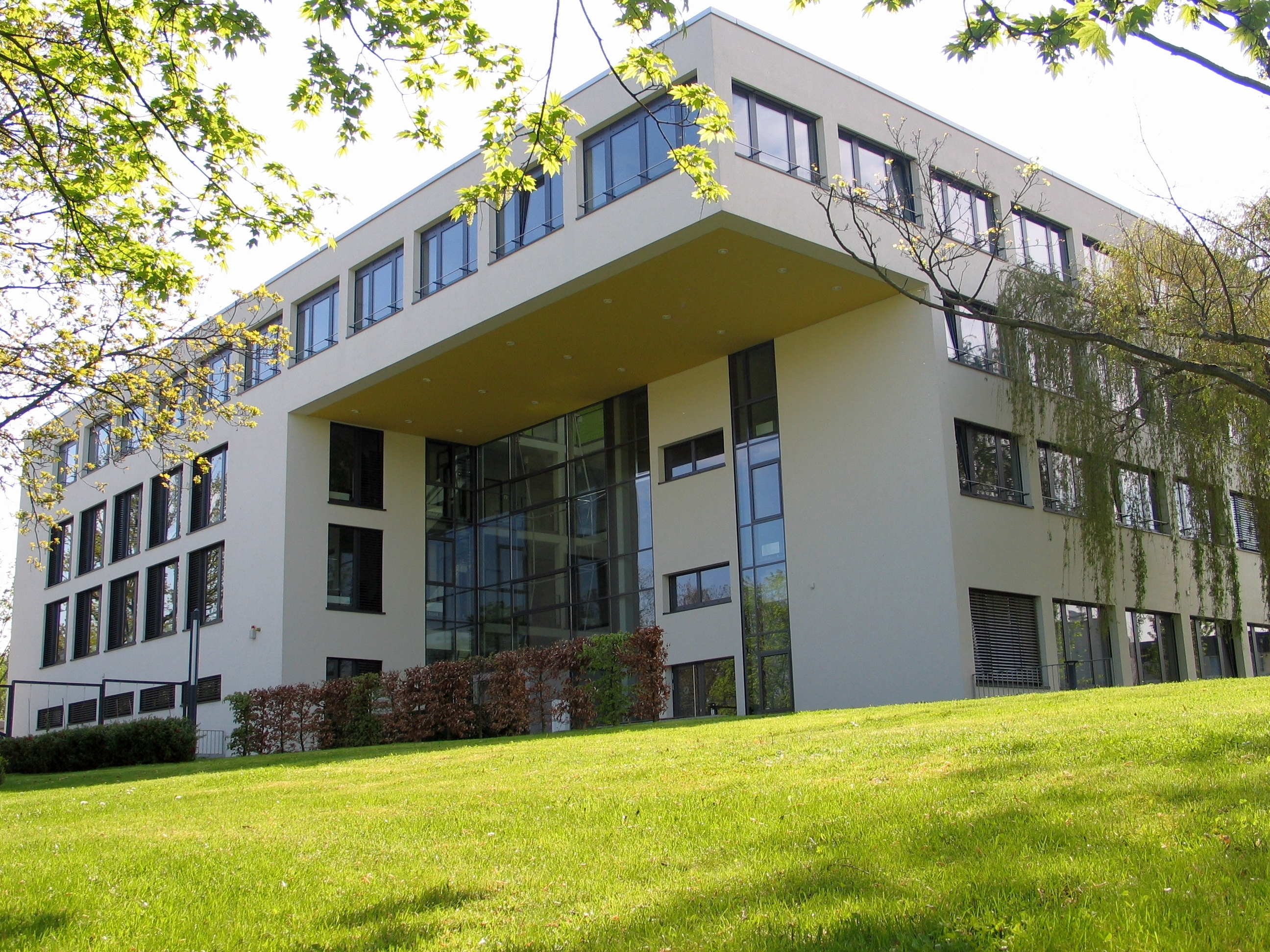
Gebäude der Handwerkskammer in Wiesbaden

Die Vollversammlung der Handwerkskammer bildet das Kammerparlament, sie ist ein Spiegelbild des regionalen Handwerks und besteht aus 48 Mitgliedern, ein Drittel davon sind Arbeitnehmervertreter. Die Vollversammlungsmitglieder wählen alle fünf Jahre einen 15-köpfigen ehrenamtlichen Vorstand, dem ebenfalls zu einem Drittel Arbeitnehmer angehören. Aus den Reihen des Vorstands wird das dreiköpfige Präsidium gewählt: Es besteht aus dem Präsidenten, einem Arbeitgeber-Vizepräsidenten und einem Arbeitnehmer-Vizepräsidenten.
An der Spitze der Kammerverwaltung steht der Hauptgeschäftsführer, der ebenfalls von der Vollversammlung gewählt wird. Dieser wird unterstützt von einem Stellvertretenden Hauptgeschäftsführer und zwei Geschäftsführern. Es bestehen fünf Geschäftsbereiche: Verwaltung und Finanzen, Recht und Handwerksrolle, Gewerbeförderung und Volkswirtschaft, Berufliche Bildung, und Berufsbildungs- und Technologiezentren sowie die Stabsabteilungen Kommunikation, Betriebsorganisation und EDV und Veranstaltungen.
Präsident ist Stefan Füll, Hauptgeschäftsführer Bernhard Mundschenk.

## Geschichte
In der Novelle der Reichsgewerbeordnung vom 24. Juni 1897 wurde normiert: „Zur Vertretung der Interessen ihres Bezirks sind Handwerkskammern zu errichten.“ Bereits im November 1900 waren 71 Handwerkskammern im „Deutschen Handwerks- und Gewerbekammertag“ organisiert. Am 15. Mai 1900 wurde in der konstituierenden Vollversammlung der Handwerkskammer Wiesbaden die Kammer gegründet. Damals umschloss das Kammergebiet auch den Main-Taunus-Kreis, den damaligen Obertaunuskreis und die Stadt Frankfurt. Im April 1942 wurden gegen den Widerstand des Handwerks und anderer wirtschaftlicher Gruppierungen die Handwerkskammern und die Industrie- und Handelskammern zu Gauwirtschaftskammern zusammengelegt. Zum Ende des Zweiten Weltkriegs wurde am 16. April 1945 auf Wunsch verschiedener Handwerksmeister der Malermeister Karl Schöppler als kommissarischer Präsident der Handwerkskammer Wiesbaden eingesetzt. Am 14. Juni 1945 wurde er durch den Ministerpräsidenten bestätigt.
Durch die Aufteilung in Besatzungszonen wurde das Kammergebiet in Richtung des heutigen Zuschnitts verändert, soweit nicht die Zusammenlegungen von Kreisen im Dritten Reich bereits Veränderungen gebracht hatten.

## Persönlichkeiten

### Präsidenten
- 1900–1910 Heinrich Schneider
- 1910–1914 Adolf Jung
- 1915–1930 Herrmann Carstens
- 1930–1933 Karl Meier
- 1933–1934 Wilhelm Georg Schmidt
- 1934–1943 Fritz Müller
- 1945–1978 Karl Schöppler
- 1978–1979 Franz Reiss
- 1979–1999 Arnold Spruck
- 1999–2009 Robert Werner
- 2009–2020 Klaus Repp
- 2020–…     Stefan Füll

### Hauptgeschäftsführer
- 1900–1927 Albert Schröder
- 1927–1934 Heinz Spitz
- 1934–1935 Karl Amthor
- 1936–1943 Hans Wagner
- 1945–1967 Paul Wecks
- 1968–1989 Benno Zarda
- 1990–1996 Dietmar Wolff
- 1997–2015 Harald Brandes
- 2015–2025 Bernhard Mundschenk
- seit 2025 Pierre Schlosser